# Débredinoire de Saint-Menoux
La débredinoire est un sarcophage contenant les restes de saint Menoux, percé d'un trou dans lequel les simples d'esprit sont censés passer la tête afin de recouvrer la santé mentale. Elle constitue un élément identitaire majeur de la province du Bourbonnais.

## Situation
Elle se trouve dans l'église du village de Saint-Menoux, dans l'Allier, à une quinzaine de kilomètres à l'ouest de Moulins, la préfecture.
Le sarcophage est remonté de la crypte au XIe et aménagé au XIIe siècle. La débredinoire est repoussée en 1793 par les révolutionnaires dans le déambulatoire pour laisser la place aux danses patriotiques. Elle est placée dans le chœur derrière l'autel depuis 1852.

## Origine

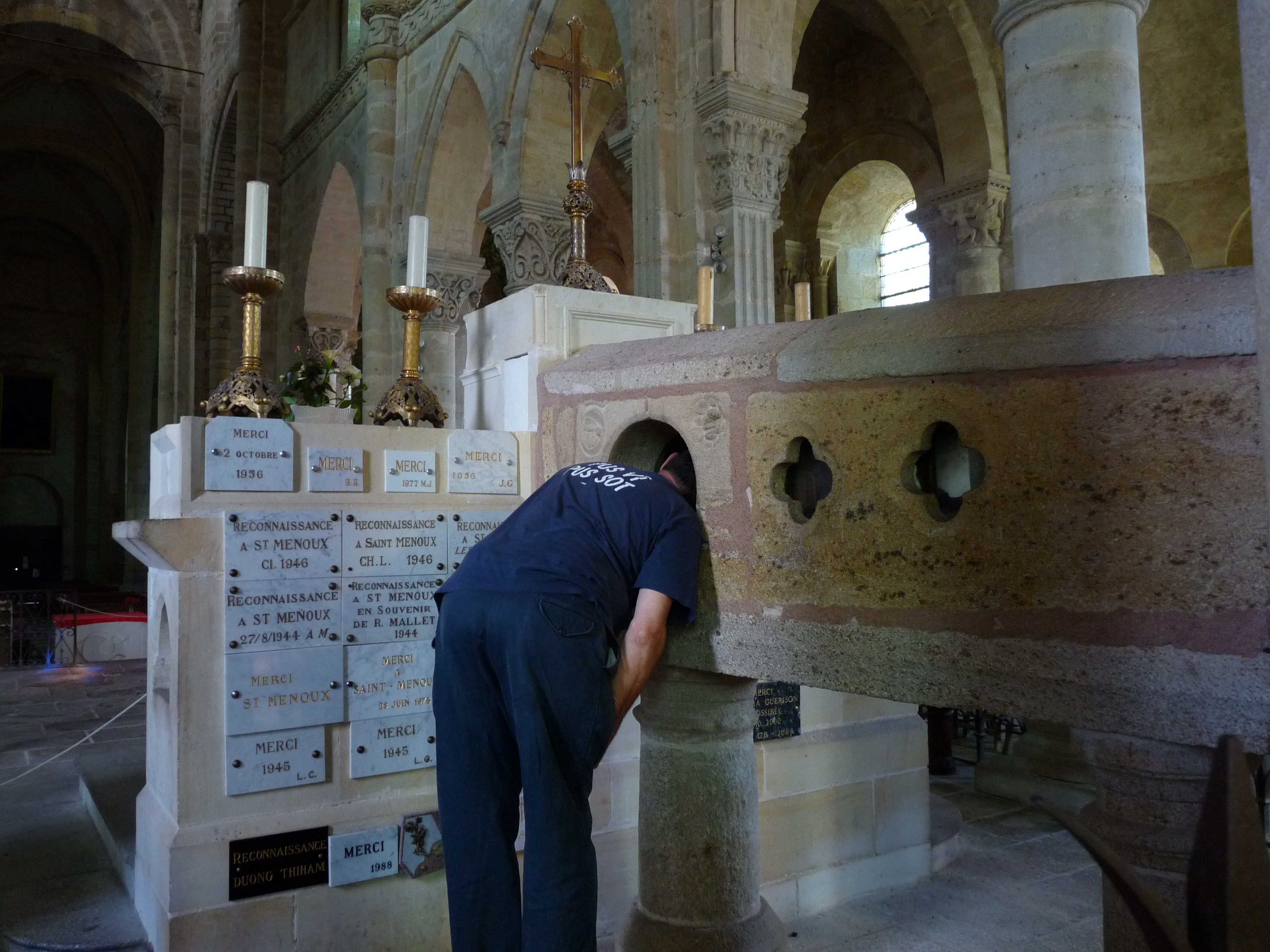
Personne passant sa tête dans la débredinoire, illustration du rituel, les ex-voto sont à gauche les reliques à droite.

Au VIe siècle, selon la légende, un prélat probablement d'origine irlandaise dénommé Menulphe, supposément évêque de Quimper, de retour d'un pèlerinage à Rome entrepris à la fin de sa vie, passe par le village, alors nommé Mailly-sur-Rose ; malade, il s'y installe et sa réputation d'anachorète, faiseur de miracles, se répand bien vite. Il finit par rendre son dernier soupir sur place un 12 juillet (année inconnue). Durant son séjour, il s'attache les services du simple d'esprit du village, Blaise. À la mort de son protecteur, Blaise refuse de le quitter et se couche sur son sarcophage. Finalement, il peut continuer à honorer la dépouille de l'évêque en passant sa tête dans son sarcophage, grâce à un orifice percé avec le concours du curé. La légende dit qu'il devient sage au fil du temps. Rapidement, d'autres miracles se produisent et attirent une foule de pèlerins, la dépouille du saint est surtout connue pour rendre leurs esprits aux personnes un peu dérangées.
Le village est alors renommé Saint-Menoux et une abbaye de bénédictines est fondée au Xe siècle pour poursuivre l'accueil des pèlerins,. Le sanctuaire est mentionné dès le VIe siècle.

Après d'importantes destructions et profanations à la Révolution, seule l'église de Saint-Menoux subsiste.

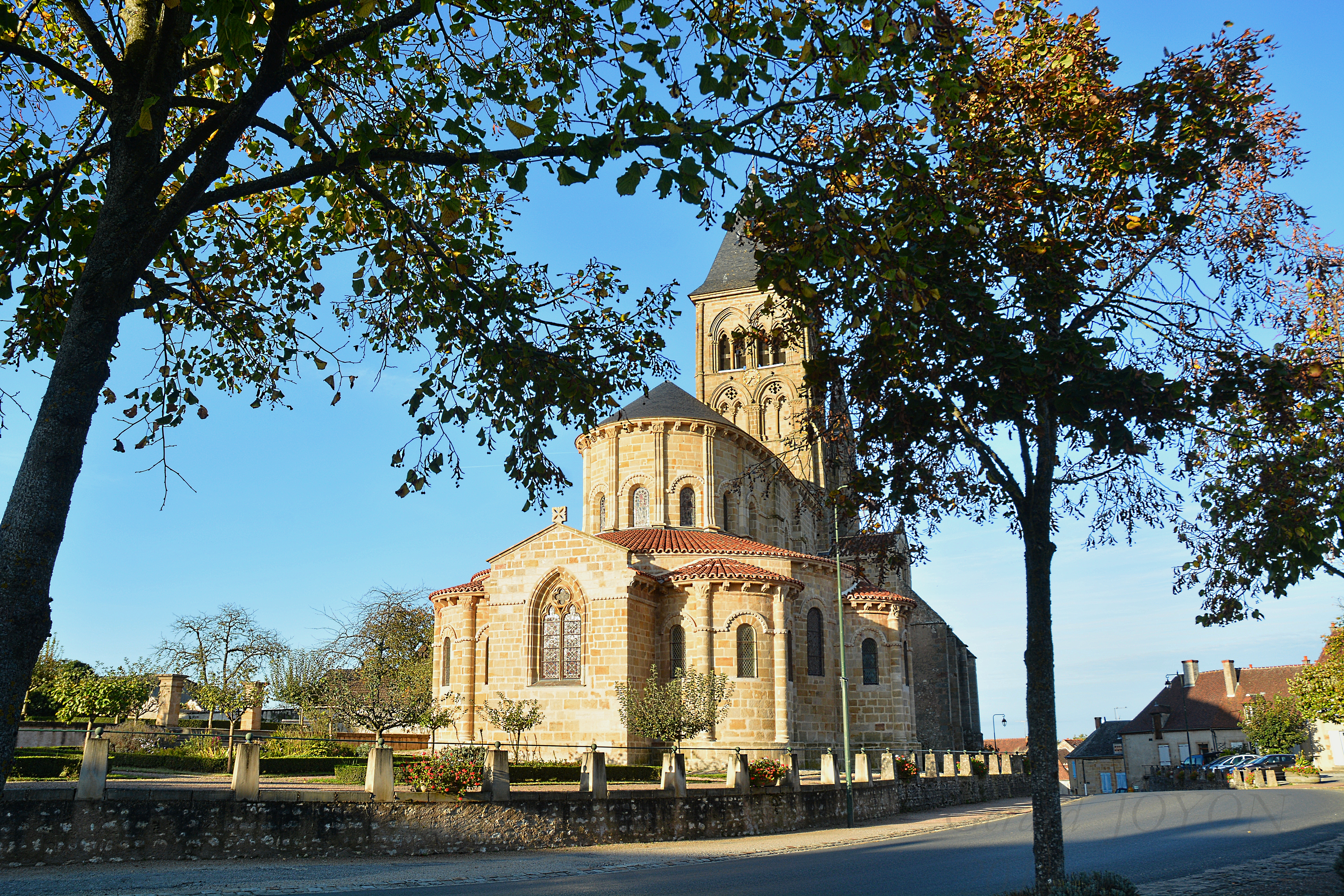
Église de Saint-Menoux. Style roman bourguignon, XII.

 Cette église, construite dans le style roman bourguignon, date globalement du XIIe siècle. Le chœur à deux travées précède une profonde abside entourée d'un déambulatoire. C'est là, derrière l'autel, que se trouve, aujourd'hui, le sarcophage du saint ; ce dernier contient encore une partie des reliques, que quatre petites rosettes ajourées permettent d'entrevoir.
Le sarcophage est percé sur le flanc d'un trou en demi-cercle, dans lequel, selon la légende, les « simples d'esprit » et autres esprits tourmentés ou en souffrance  viennent passer la tête pour y laisser leur « folie » ou tout simplement leurs maux de tête. Selon une légende, celui qui toucherait les bords du trou en passant sa tête récupère toute la folie, accumulée dans la pierre, de ceux qui sont passés avant lui,.
Le nom « débredinoire » provient du mot bredin, qui signifie « simple d'esprit » en dialecte bourbonnais.
La romancière Anne Waddington a intitulé Le Débredinoire l'un de ses romans, paru en 2008, mais le rapport paraît seulement symbolique.
René Fallet, romancier (1927-1983), amoureux du Bourbonnais, parle de la débredinoire de Saint-Menoux dans son roman Un idiot à Paris : « De bons samaritains l'avaient pourtant traîné à la débredinoire de St-Menoux afin que le saint du lieu, spécialiste des maladies mentales, le "débredinât" pour de bon et lui rendît le sens commun, la maturité politique, l'aspiration aux choses de la pensée, l'appétit de culture et le goût de la grandeur qui caractérisaient ses contemporains… ». Le film La soupe aux choux tiré d'un roman éponyme de René Fallet utilise à plusieurs reprises l'expression.

## Description
Ce sarcophage du VIe siècle monolithique en grès rose, jaune et violet, est de forme trapézoïdale. La cuve mesure 199 cm de long, 66 de large et 57 de profondeur. Il est sans doute remonté de la crypte au début du XIe siècle. Au XIIe siècle la fenestella est agrandie par une ouverture en plein cintre à décor floral, cette modification entraîne plusieurs fissures. En 1852, Émile Dadole réalise une restauration du sarcophage et le surélève par une marche et deux colonnettes pour le rendre plus accessible à la dévotion. En 1940, le curé fait percer quatre petites ouvertures en forme de fleur permettant de voir les reliques. Il est classé monument historique au titre immeuble en 1840, étant intégré à l'église elle même classée.

## Un ou une débredinoire?

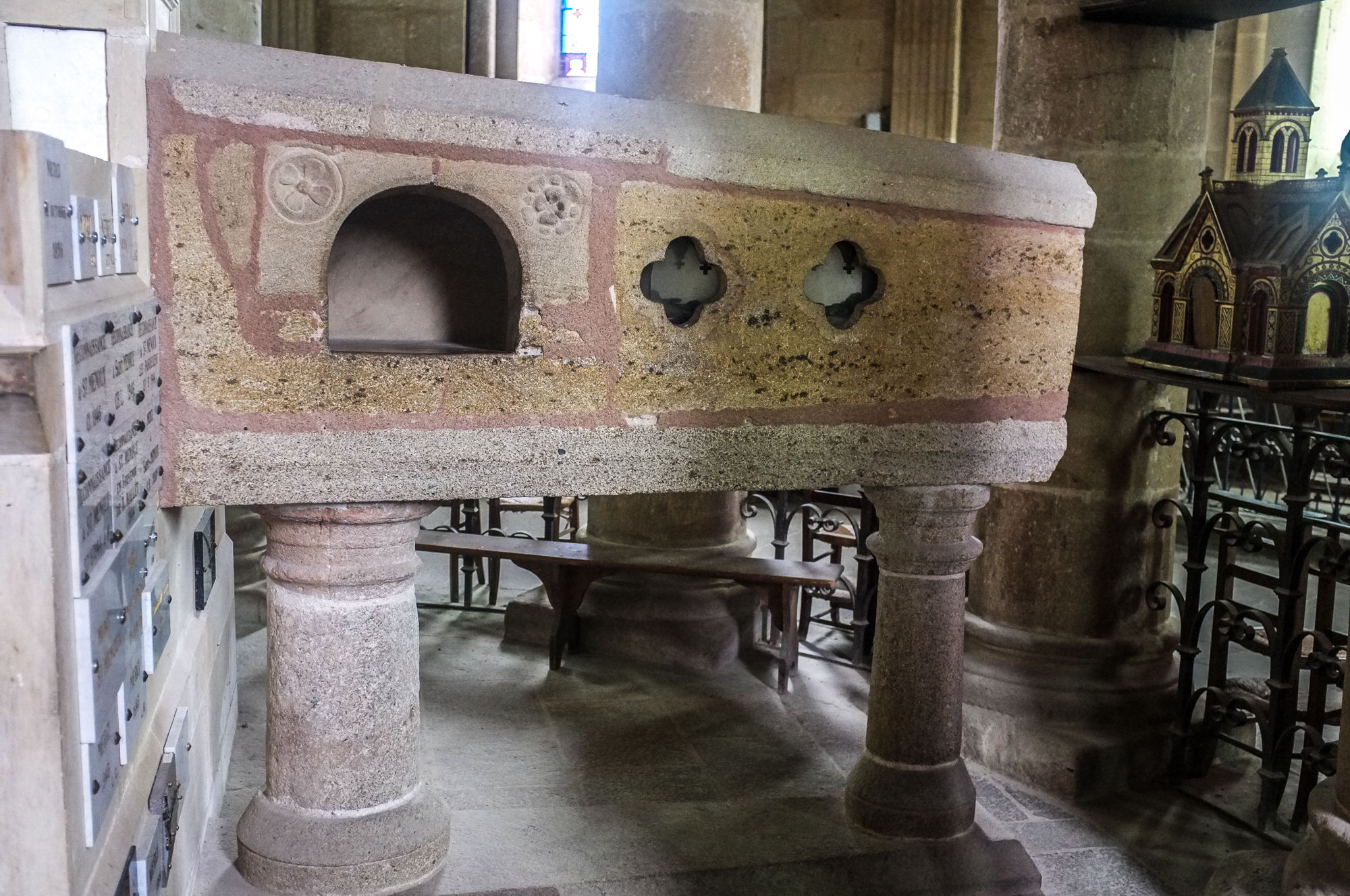
Débredinoire.

Le mot se rencontre au masculin et au féminin. Les sites locaux à caractère officiel sont partagés,. Les écrivains régionaux semblent préférer le féminin, mais il y a des contre-exemples.
Bien qu'il ne s'agisse pas d'un mot du français standard, mais d'un mot de parler régional, on peut prendre en compte le traitement du suffixe -oir/-oire en français. Les noms d'instrument construits avec le suffixe -oire sont normalement féminins (bassinoire, balançoire, écritoire, doloire, etc.), tandis que ceux, beaucoup plus nombreux, qui se terminent en -oir sont habituellement masculins (encensoir, ostensoir, battoir, miroir, tranchoir, arrosoir, etc.) ; il existe des mots masculins en -oire, comme observatoire, déambulatoire, crématoire, dormitoire, auditoire, mais ce ne sont pas des noms d'instrument ; ils désignent pour la plupart des lieux.
Le mot « débredinoir » est attesté aussi (et dans ce cas il est naturellement masculin).